# تیزخراب (سلماس)
تیزخراب، روستایی است از توابع بخش مرکزی شهرستان سلماس استان آذربایجان غربی ایران.

## جمعیت
این روستا در دهستان کنارپروژ قرار داشته و بر اساس سرشماری سال ۱۳۸۵ جمعیت آن ۲۸۰نفر (۵۱ خانوار) 
بوده است.